# Cot Teungkupakay
Cot Teungkupakay är ett berg i Indonesien.   Det ligger i provinsen Aceh, i den västra delen av landet, 1 800 km nordväst om huvudstaden Jakarta. Toppen på Cot Teungkupakay är 388 meter över havet.
Terrängen runt Cot Teungkupakay är huvudsakligen lite kuperad.Runt Cot Teungkupakay är det ganska glesbefolkat, med 34 invånare per kvadratkilometer. I omgivningarna runt Cot Teungkupakay växer i huvudsak städsegrön lövskog.